# Brøndby Strand Sogn
Brøndby Strand Sogn er et sogn i Glostrup Provsti (Helsingør Stift).
Brøndby Strand Sogn blev i 1973 udskilt fra Brøndbyvester Sogn, som havde hørt til Smørum Herred i Københavns Amt og indgik i Brøndby Kommune ved kommunalreformen i 1970. 
I Brøndby Strand Sogn ligger Brøndby Strand Kirke, der blev indviet i 1984.
I sognet findes følgende autoriserede stednavne:
- Brøndby Strand (bebyggelse)